# Мальтинские венеры
Венеры мальтинские — условное название трёх десятков «палеолитических венер» из бивня мамонта, которые были обнаружены советскими археологами на стоянке Мальта в Иркутской области и датированы 21-19 тыс. до н. э. Высота колеблется от 3,7 см до 13,6 см. Хранятся в Государственном Эрмитаже.

## Описание
Эти фигурки найдены восточнее прочих «палеолитических венер». До исследования сибирской стоянки подобные предметы находили исключительно в Европе. Несмотря на значительные вариации между собой и выделение двух основных типов (массивного и грацильного), в совокупности статуэтки сибирского палеолита заметно отличаются от европейских, которые передают обнажённое тело и не выделяют черты лица:
- Головки статуэток крупные и часто обладают схематически моделированным лицом. Орнамент на голове — попытка передать причёску[4].
- Поверхность некоторых женских фигурок покрыта сплошным орнаментом в виде продольных насечек. По гипотезе А. П. Окладникова, так изображена обычная для сибирских народов меховая одежда.
- Вторичные половые признаки выражены слабо, груди переданы неглубокой резной линией, некоторые статуэтки кажутся бесполыми.

Обычно статуэтки сужаются книзу, вероятно, для того, чтобы их можно было воткнуть в землю. Иногда в нижней части просверлены отверстия, что позволяло их подвешивать как амулет.